# Bortele
Bortele (biał. Бартэлі; ros. Бартели) − chutor na Białorusi, w obwodzie grodzieńskim, w rejonie oszmiańskim, w sielsowiecie Żuprany.

## Historia
W czasach zaborów wieś w gminie Polany, w powiecie oszmiańskim, w guberni wileńskiej Imperium Rosyjskiego. W 1866 roku liczyła 10 dusz rewizyjnych. Należała do dóbr skarbowych Borejkowszczyzna i w części do prywatnych właścicieli. W 1905 roku wyieniono dwa zaścianki i wieś.
- zaścianek Bortele Chądzyńskiego liczył 9 mieszkańców, 40 dziesięcin[2].
- zaścianek Bortele Kowzana liczył 7 mieszkańców, 20 dziesięcin[2].
- wieś Bortele liczyła 31 mieszkańców, 70 dziesięcin[2].

W latach 1921–1945 zaścianek leżał w Polsce, w województwie wileńskim, w powiecie oszmiańskim, w gminie Polany.
W 1931 wieś w 8 domach zamieszkiwały 63 osoby.
Wierni należeli do parafii rzymskokatolickiej w Oszmianie. Miejscowość podlegała pod Sąd Grodzki w Oszmianie i Okręgowy w Wilnie; właściwy urząd pocztowy mieścił się w Oszmianie.
Po II wojnie światowej w granicach Związku Sowieckiego. Od 1991 w niepodległej Białorusi.